# Box Emotions
『Box Emotions』（ボックス エモーションズ）は、2009年9月2日に発売されたSuperflyの2枚目のアルバム。

## 概要
前作『Superfly』から約1年4ヶ月ぶりとなるアルバム。初回限定盤のみ紙ジャケBox仕様で、シングル曲5曲のミュージック・ビデオを収録したDVDと、全13楽曲のイメージポストカード13枚が付属されている。
1960〜70年代のアメリカン・ルーツロックのサウンドを纏った前作から、今作ではシンセサイザーや同期、ループ、Roland TR-909等のサウンドを大胆に取り入れている。また、歌詞では「喜怒哀楽」の様々な感情を表現しているとインタビューで話している。
オリコンチャートで前作に引き続き初登場1位を獲得し、女性アーティストのデビュー作から2作連続アルバムチャート首位獲得は2003年の『ノマド・ソウル』（元ちとせ）以来6年ぶりとなった。2009年度のオリコン年間アルバムランキングで9位にランクインし、シングル・アルバム通じて自身初の年間TOP10入りを果たした。
アルバム発売日当日には、六本木ヒルズアリーナにてフリーライブが開催された。この時の模様はシングル「Dancing On The Fire」の初回限定盤付属DVD、及びライブDVD『Dancing at Budokan!!』に収録されている。

## 収録曲
| 全作詞: 越智志帆、全作曲: 多保孝一（#1のみ多保孝一+越智志帆）。 |                                         |           |                                      |                     |      |
| #                                                               | タイトル                                | 作詞      | 作曲・編曲                           | 編曲                | 時間 |
| 1.                                                              | 「Alright!!」                           | 越智志帆  | 多保孝一 （#1のみ多保孝一+越智志帆） | 多保孝一            | 4:17 |
| 2.                                                              | 「How Do I Survive?」                   | 越智志帆  | 多保孝一 （#1のみ多保孝一+越智志帆） | 蔦谷好位置+多保孝一 | 3:46 |
| 3.                                                              | 「Searching」                           | 越智志帆  | 多保孝一 （#1のみ多保孝一+越智志帆） | 多保孝一            | 3:37 |
| 4.                                                              | 「My Best Of My Life」(Strings: 弦一徹) | 越智志帆  | 多保孝一 （#1のみ多保孝一+越智志帆） | 蔦谷好位置          | 6:15 |
| 5.                                                              | 「恋する瞳は美しい」                    | 越智志帆  | 多保孝一 （#1のみ多保孝一+越智志帆） | 蔦谷好位置          | 4:40 |
| 6.                                                              | 「やさしい気持ちで」(Strings: 弦一徹)   | 越智志帆  | 多保孝一 （#1のみ多保孝一+越智志帆） | 蔦谷好位置+多保孝一 | 4:04 |
| 7.                                                              | 「Bad Girl」                            | 越智志帆  | 多保孝一 （#1のみ多保孝一+越智志帆） | 多保孝一            | 3:49 |
| 8.                                                              | 「アイデンティティの行方」              | 越智志帆  | 多保孝一 （#1のみ多保孝一+越智志帆） | 多保孝一            | 3:55 |
| 9.                                                              | 「誕生」                                | 越智志帆  | 多保孝一 （#1のみ多保孝一+越智志帆） | 蔦谷好位置+多保孝一 | 3:29 |
| 10.                                                             | 「See You」                             | 越智志帆  | 多保孝一 （#1のみ多保孝一+越智志帆） | 蔦谷好位置+多保孝一 | 4:11 |
| 11.                                                             | 「春のまぼろし」                        | 越智志帆  | 多保孝一 （#1のみ多保孝一+越智志帆） | 蔦谷好位置          | 4:57 |
| 12.                                                             | 「Hanky Panky」                         | 越智志帆  | 多保孝一 （#1のみ多保孝一+越智志帆） | 蔦谷好位置+多保孝一 | 3:50 |
| 13.                                                             | 「愛に抱かれて」(Strings: 弦一徹)       | 越智志帆  | 多保孝一 （#1のみ多保孝一+越智志帆） | 蔦谷好位置          | 4:37 |
| 合計時間:                                                       | 合計時間:                               | 合計時間: | 55:27                                |                     |      |

| #  | タイトル                            | 作詞 | 作曲・編曲 | 監督     |
| -- | ----------------------------------- | ---- | ---------- | -------- |
| 1. | 「How Do I Survive?」(Music Video)  |      |            | 番場秀一 |
| 2. | 「My Best Of My Life」(Music Video) |      |            | 番場秀一 |
| 3. | 「Alright!!」(Music Video)          |      |            | 斎藤渉   |
| 4. | 「恋する瞳は美しい」(Music Video)   |      |            | 番場秀一 |
| 5. | 「やさしい気持ちで」(Music Video)   |      |            | 番場秀一 |

### 楽曲解説
1. Alright!!
  - 初の配信限定シングル曲。
  - フジテレビ系ドラマ「BOSS」オープニングテーマ。
  - 2015年10月にはスズキ・エスクードのCMソングに起用されている。
  - OA当初から反響が大きく、2009年6月3日から着うたの配信限定曲としてリリースされていた曲。音楽番組で度々披露されており、ビデオクリップも作られている。
  - TSUTAYAでは期間限定で「Alright!!」が収録されたCDがレンタルリリースされており、音源化が一足早い。
  - この曲を必ずアルバムの1曲目にすると決めていたという。
2. How Do I Survive?
  - 6thシングル。
  - 「モード学園」CMソング。
3. Searching
  - 歌詞は、志帆が迷っている時に、その様子を察したスタッフから助言を受けて書いたという。
4. My Best Of My Life
  - 7thシングル。
  - フジテレビ系ドラマ「BOSS」主題歌。
5. 恋する瞳は美しい
  - 8thシングルの1曲目。
  - 「Canon IXY DIGITAL」CMソング。
6. やさしい気持ちで
  - 8thシングルの2曲目。
  - フジテレビ系「めざましテレビ」テーマソング。
7. Bad Girl
  - 歌詞はフィクションで、志帆曰く「楽しい事だけを詰め込んだ曲」。エンジニアに歌詞を見せた時には、とても笑われたという。アルバム中の「喜怒哀楽」の「楽」を表現している。
8. アイデンティティの行方
  - 志帆が友人と喧嘩した時の事から歌詞ができた曲。アルバム中の「喜怒哀楽」の「怒」を表現している。
9. 誕生
  - Right-on『X-WASH』CMソング。この曲は元々タイアップは無く、アルバム発売後に起用された。
  - 現在、NHK BS1『島耕作のアジア立志伝』の2013年11月以降のOPソングに使用されている。
  - 歌詞は志帆が帰郷した際、友人の子供にお年玉をあげた事がきっかけで書かれたという。
10. See You
  - 明るいメロディーに、切ない歌詞を載せた曲。
  - 志帆の誕生日に両親が上京し、品川駅の改札で両親との別れ際の時の心情が歌詞に表れている。曲のイメージ写真も品川駅前で撮影されている。
11. 春のまぼろし
  - ミュードラ「春のまぼろし」主題歌。この曲も「誕生」と同様、アルバム発売後にタイアップが付いた。
  - 志帆が曲を聴いた時に、アレンジが雨の音に聞こえた為タイトルに「雨」を使おうと思っていたが、桜が満開の時期に自転車で散歩に出掛けた際、自動車が通過した瞬間に道路に散らばっていた桜の花弁が一気に舞い上がった時の様子を見て、現在のタイトルになったという。歌詞には実体験の別れの出来事が書かれているとの事で、自身もこの曲をとても気に入っている。
12. Hanky Panky
  - 映画「山形スクリーム」主題歌。
  - アルバムが発売される1年前から存在しており、収録曲中最も古くから存在していた曲。
13. 愛に抱かれて
  - 志帆の中学時代からの親友が2008年に結婚が決まり、その親友に向けて書かれた曲。
  - 志帆がこの曲だけは収録して欲しいとスタッフに頼んだという。また「Alright!!」とは対照的に、この曲はアルバムの最後にすると決めていた。
  - 『Superfly 10th Anniversary Greatest Hits “LOVE, PEACE & FIRE”』では、ファン投票3位を獲得し、ミュージックビデオが制作された。

## 演奏
- 越智志帆
  - Lead Vocal
  - Background Vocals (#1.2.4-13)
  - Tambourine (#1.4.6)
  - Electric Guitar (#2)
  - Timpani (#6)
  - Piano (#11.12)
- 多保孝一
  - Acoustic Guitar (#6)
  - Electric Guitar (#3.8.13)
  - Organ (#1)
  - Synthesizer (#3.7.8)
  - Sitar Pad (#9)
  - Fuzz Guitar (#12)
  - Programming (#1.3.7.8.9)
  - Background Vocals (#1.5.7.8.9.10)
- 蔦谷好位置
  - Organ (#2)
  - Piano (#3.4.6)
  - Keyboards (#5.9.11.13)
  - Hammond B-3 (#9.10.12)
  - Wurlitzer (#13)
  - Programming (#1.5.9)
  - Background Vocals (#7.12)
- 草刈浩司
  - Electric Guitar (#1.2.4-9.11.12)
  - Acoustic Guitar (#3.6.9)
- 種子田健：Bass (#1.3.4.5.7.8.9.12.13)
- 松原“マツキチ”寛
  - Drums (#1.2.3.4.6-13)
  - Tambourine (#10)
- SAN：Background Vocals (#1.7.8.12)
- 百田留衣：Electric Guitar (#2.12)
- 八橋義幸
  - Electric Guitar Solo (#3)
  - Electric Guitar (#4.5.6.7.9.11)
  - Acoustic Guitar (#4.6.11)
- 弦一徹ストリングス：Strings (#4.6.13)
- 曽根巧：Acoustic Guitar (#6)
- 松原秀樹：Bass (#6.10.11)
- 野崎泰弘：Piano (#7)
- 朝倉真司：Conga, Tambourine (#7)
- 名越由貴夫：Electric Sitar (#9)
- 石成正人
  - Electric Guitar (#10)
  - Acoustic Guitar (#13)
- 山本健太 (オトナモード)：Piano (#10)
- 加藤雄一郎：Alto Sax (#10.12)
- 後関好宏：Tenor Sax, Baritone Sax (#10.12)
- 川上鉄平、牧原正洋：Trumpet (#10)
- 滝本尚史：Trombone (#10.12)
- 川崎太一朗：Trumpet (#12)